# Duncan (Vorname)
Duncan ist ein männlicher Vorname, der im englischen Sprachraum auftritt.

## Herkunft und Bedeutung
Duncan ist die anglisierte Form des schottisch-gälischen Namens Donnchadh mit der Bedeutung „braun(haarig)er Krieger“.

## Namensträger

### Herrscher
- Duncan I. (1001–1040), König von Schottland
- Duncan II. (1060–1094), König von Schottland
- Duncan, 3. Earl of Fife († 1154), schottischer Magnat
- Duncan, 4. Earl of Fife († 1204), schottischer Magnat
- Duncan, 8. Earl of Fife (1262–1289), schottischer Magnat
- Duncan, 9. Earl of Fife († 1353), schottischer Magnat
- Duncan Campbell, 1. Lord Campbell († 1453), schottischer Adliger

### Vorname
- Duncan Armstrong (* 1968), australischer Schwimmer
- Duncan Black (1908–1991), schottischer Ökonom
- J. Duncan M. Derrett (1922–2012), britischer Rechtswissenschaftler und Orientalist
- Duncan Douglas (* 1965), US-amerikanischer Biathlet
- Duncan Edwards (1936–1958), englischer Fußballspieler
- Duncan Faure (* 1956), südafrikanischer Musiker, Sänger und Songwriter
- Duncan U. Fletcher (1859–1936), US-amerikanischer Politiker
- Duncan Free (* 1973), australischer Ruderer
- Duncan Grant (1885–1978), schottischer Maler
- Duncan Hamilton (1920–1994), irischer Autorennfahrer
- Duncan Hopkins (* 1967), britisch-kanadischer Jazzmusiker
- Duncan Huisman (* 1971), niederländischer Autorennfahrer
- Duncan Hunter (Politiker) (* 1948), US-amerikanischer Politiker
- Duncan D. Hunter (* 1976), US-amerikanischer Politiker
- Duncan James (* 1978), britischer Sänger
- Duncan Jones (Regisseur) (* 1971), britischer Regisseur
- Duncan Jones (Rugbyspieler) (* 1978), walisischer Rugby-Union-Spieler
- Duncan Keith (* 1983), kanadischer Eishockeyspieler
- Duncan Kennedy (Rennrodler) (* 1967), US-amerikanischer Rennrodler
- Duncan Kibet Kirong (* 1978), kenianischer Marathonläufer
- Duncan Lamont (Musiker) (1931–2019), britischer Jazzmusiker
- Duncan Laurence (* 1994), niederländischer Sänger
- Duncan Ban MacIntyre (1724–1812), schottisch-gälischer Dichter
- Duncan MacPherson (1966–1989), kanadischer Eishockeyspieler, unter ungeklärten Umständen am Stubaier Gletscher verstorben
- Duncan McCargo (* 1963), britischer Hochschullehrer
- Duncan McKenzie (Fußballspieler, 1950) (* 1950), englischer Fußballspieler
- Robert Duncan McNeill (* 1964), US-amerikanischer Schauspieler, Filmproduzent und -regisseur
- Duncan B. Mfune (1937–2025), neuapostolischer Geistlicher in Sambia
- Duncan Oughton (* 1977), neuseeländischer Fußballspieler
- Samuel Duncan Parnell (1810–1890), britisch-neuseeländische Person der Arbeiterbewegung
- Duncan Sandys (1908–1987), britischer Politiker
- Duncan Campbell Scott (1862–1947), kanadischer Lyriker und Erzähler
- Duncan Sheik (* 1969), US-amerikanischer Musiker
- Duncan Siemens (* 1993), kanadischer Eishockeyspieler
- Duncan Stewart (Politiker, 1763) (1763–1820), US-amerikanischer Politiker (Mississippi)
- Duncan Stewart (Politiker, 1833) (1833–1923), uruguayischer Politiker
- Duncan Watts (* 1971), australischer Soziologe
- Duncan White (1918–1998), sri-lankischer Leichtathlet

### Kunstfigur
- Duncan MacLeod, der „Highlander“, siehe Highlander (Fernsehserie)